# Sphenophryne cornuta
Sphenophryne cornuta är en groddjursart som beskrevs av Peters och Giacomo Doria 1878. Sphenophryne cornuta ingår i släktet Sphenophryne och familjen Microhylidae. IUCN kategoriserar arten globalt som livskraftig. Inga underarter finns listade i Catalogue of Life.